# Danse à la campagne
Danse à la campagne est une peinture à l'huile sur toile réalisée en 1883 par le peintre français Auguste Renoir. Ses dimensions sont de 180 × 90 cm.

## Description
Le personnage masculin qui a servi de modèle pour ce tableau est Paul-Auguste Lothe, ex-officiel de la marine, passionné de peinture et ami de Renoir. La modèle était la future épouse du peintre, Aline Charigot. Tous les deux sont représentés quasiment à taille naturelle, occupant presque la totalité du tableau.
L'œuvre est exposée au Musée d'Orsay, à Paris, près de son pendant, Danse à la ville.